# Bae Min-hee
Bae Min-hee född den 11 juli 1988 i Sydkorea, är en sydkoreansk handbollsspelare.
Hon tog OS-brons i damernas turnering i samband med de olympiska handbollstävlingarna 2008 i Peking.